# Maciço de Anaga
O Maciço de Anaga é uma cordilheira montanhosa localizada no nordeste da ilha de Tenerife (Ilhas Canárias, Espanha). Desde 2015 também é Reserva da Biosfera.
Na área, existem muitas lendas de bruxas e covens.

## Galeria

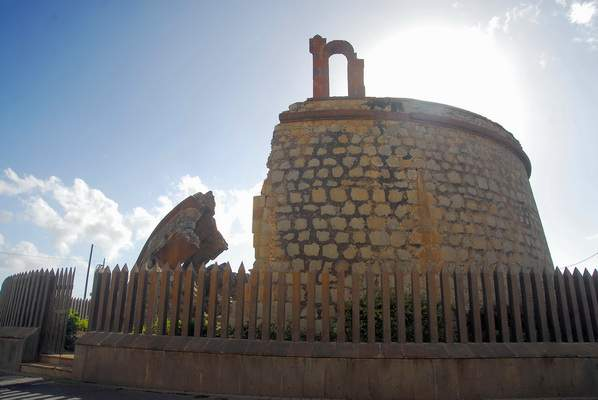
Castelo do San Andrés